# Speightstown
Speightstown im Parish Saint Peter ist die zweitgrößte Stadt des karibischen Inselstaates Barbados. Der Ort befindet sich an der Westküste der Insel und ist ca. 19 km nördlich von der Hauptstadt Bridgetown und ca. 25 km nordöstlich vom Grantley Adams International Airport entfernt. Die Einwohnerzahl von Speightstown betrug 3634 im Jahr 2016.

## Geschichte
Die Stadt wurde 1630 von den Briten gegründet. Der Stadtname ist zurückzuführen auf William Speight einem frühen Siedler und ehemaligen Landeigentümer des heutigen Stadtgebietes. Im 17. Jahrhundert hatte der Hafen von Speightstown eine besondere Bedeutung, es verkehrten regelmäßig Handelsschiffe, beladen mit Zucker und anderen Waren, nach London und Bristol in England. In dieser Zeit wurde Speightstown auch Little Bristol genannt.

## Verkehr
Speightstown ist über die Küstenstraßen Highway 1B + 1 mit der Hauptstadt Bridgetown verbunden, die Länge dieser Route beträgt ca. 20 km.
Vom Speightstown-Terminal verkehren Busse regelmäßig in alle Teile der Insel Barbados. Der Fahrpreis beträgt für alle Strecken 3,50 BBD.

## Sonstiges
Die französisch-US-amerikanische Schauspielerin Claudette Colbert verbrachte ihre letzten Lebensjahre in Speightstown, wo sie auch am 30. Juli 1996 verstarb.

## Söhne und Töchter der Stadt
- Pearson Jordan (1950–2020), Leichtathlet, Sprinter
- Oliver Skeete (* 1956), Sportler und Schauspieler

## Städtepartnerschaften
Am 21. Januar 2003 wurde in der Stadt Reading, Vereinigtes Königreich, offiziell eine Partnerschaft mit Speightstown beschlossen. Seit dem 25. Februar 2019 besteht mit der Stadt Charleston in den Vereinigten Staaten eine weitere Städtepartnerschaft.